# Сагра (остановочный пункт)
Сагра́ — остановочный пункт пригородных электропоездов в посёлке Сагра городского округа Верхняя Пышма Свердловской области.
Находится в 37 километрах от станции Екатеринбург-Пассажирский. Относится к Нижнетагильскому региону обслуживания Свердловской железной дороги. Есть зал ожидания.
Ранее в Сагре был обгонный пункт, разобранный в 2000-х гг.
В 2011 году остановочный пункт был отремонтирован.

## Фотографии

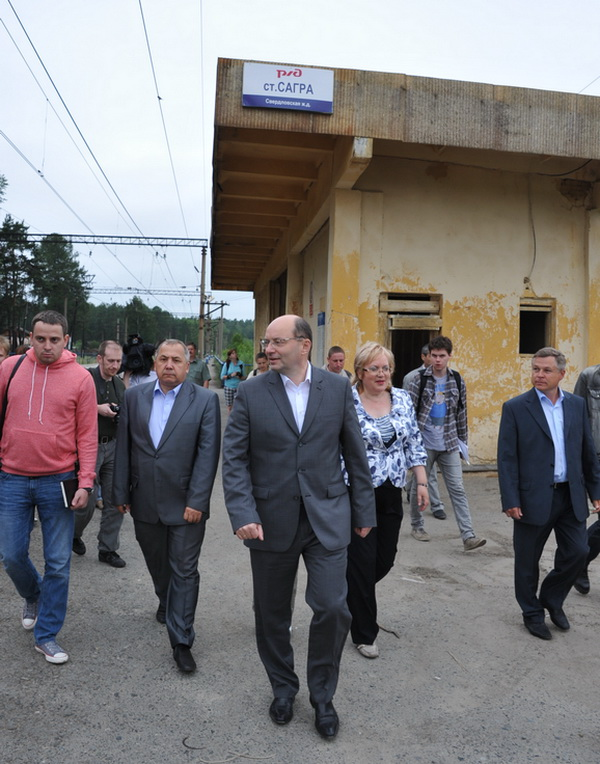
Александр Мишарин в Сагре
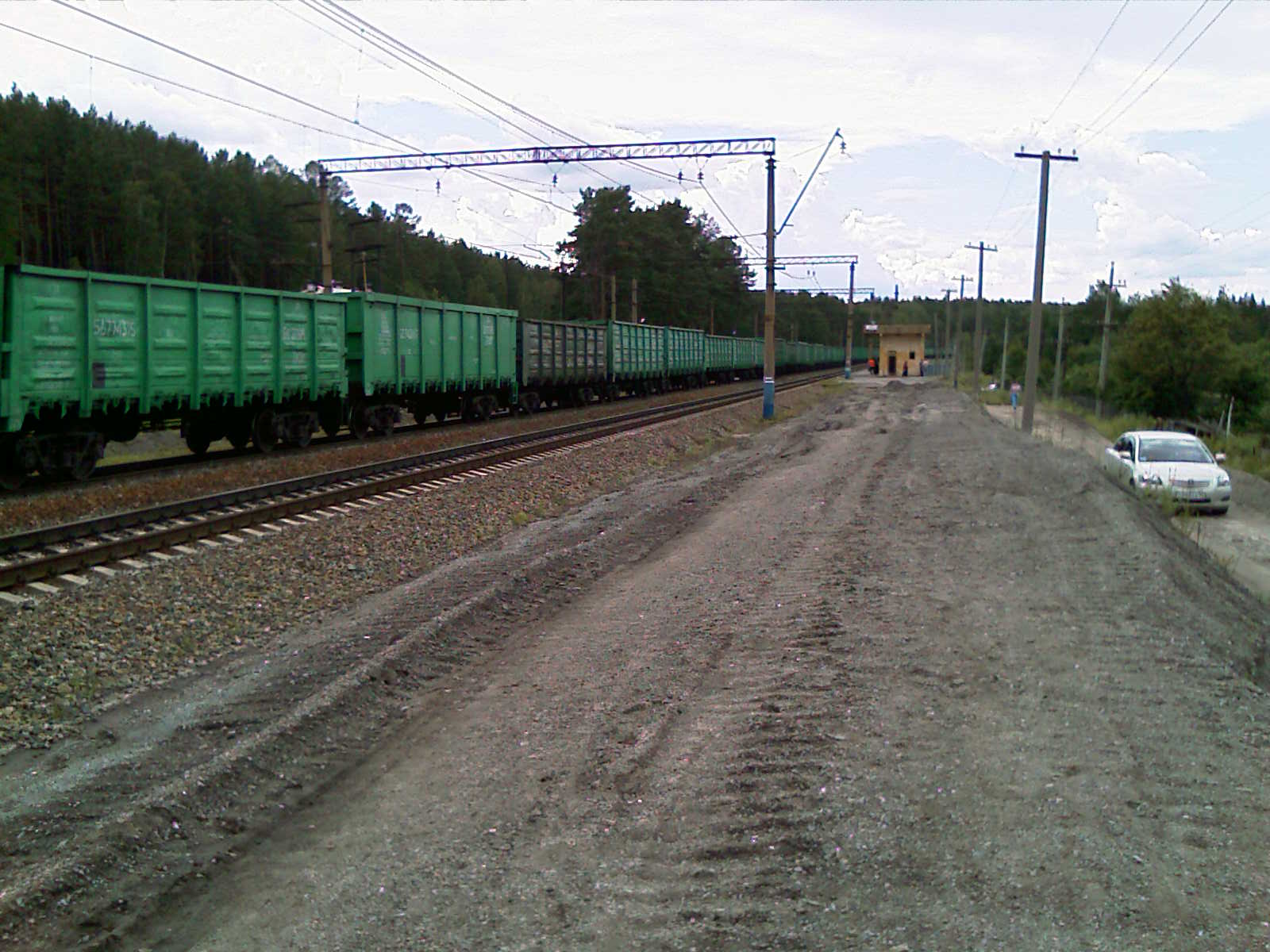
Грузовой поезд проходит Сагру
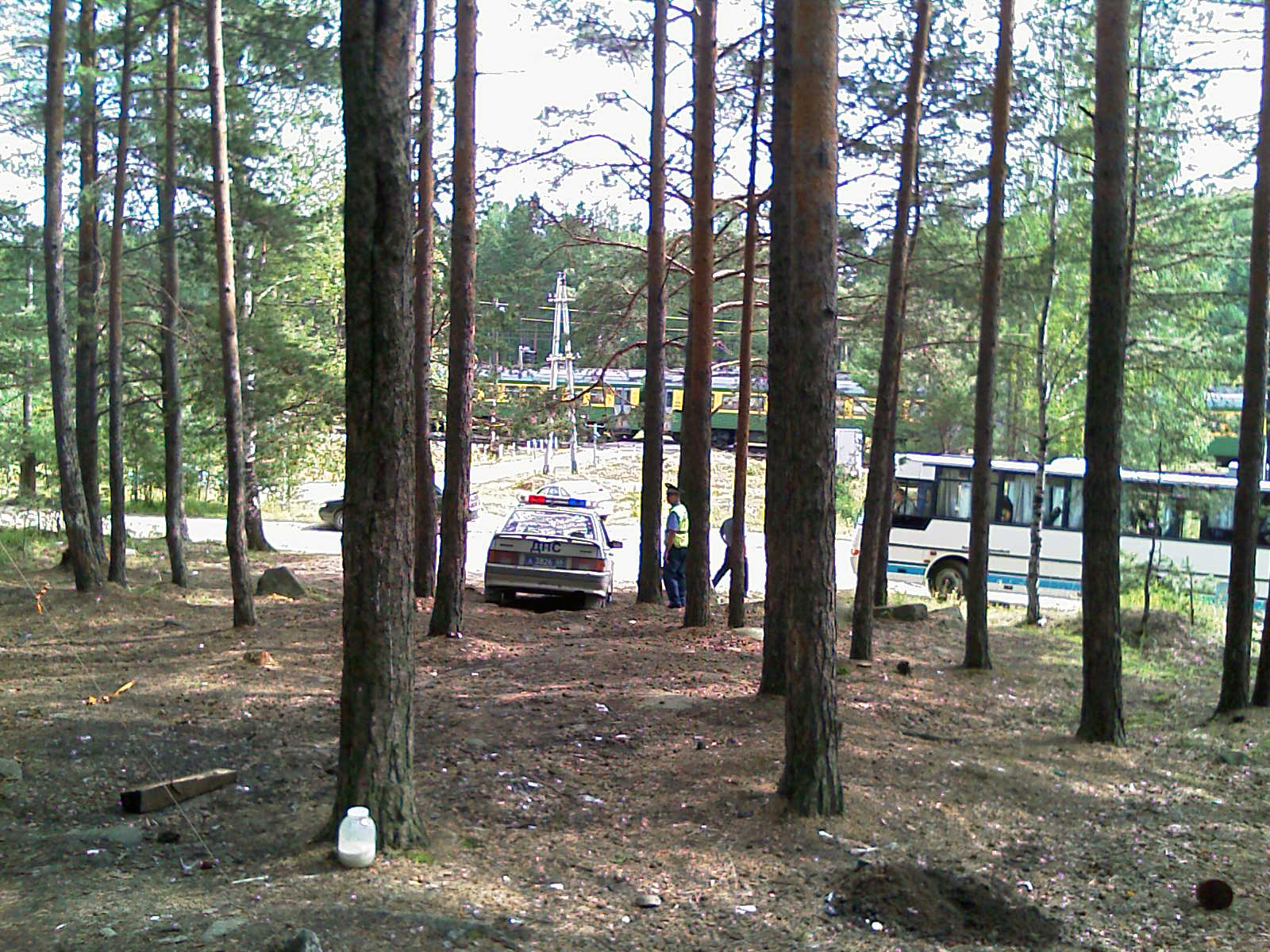
Пассажирский электропоезд на въезде в Сагру